# Тірштайн (Баварія)
Тірштайн (нім. Thierstein) — громада в Німеччині, розташована в землі Баварія. Підпорядковується адміністративному округу Верхня Франконія. Входить до складу району Вунзідель. Складова частина об'єднання громад Тірсгайм.
Площа — 12,93 км2. Населення становить 1153 ос. (станом на 31 грудня 2020).